# Ali Sabanavics Sabanav
Ali Sabanav (cirill betűkkel: Алі Шабанаў; Kiziljurt, 1989. augusztus 25. –) Kaukázusi avar nemzetiségű, belarusz színekben versenyző, szabadfogású birkózó. A 2018-as birkózó-világbajnokságon bronzmérkőzésig jutott 79 kg-os súlycsoportban, szabadfogásban bronzérmet szerzett. Ezen kívül további három világbajnoki bronzérem birtokosa.

## Sportpályafutása
A 2018-as birkózó-világbajnokságon a 79 kg-osok súlycsoportjában megrendezett bronzmérkőzés során az iráni Ezzatollah Abbas Akbarizarinkolaei volt ellenfele, akivel 8–8-as eredményű döntetlent ért el, ám technikai pontozással végül megnyerte a mérkőzést és így bronzérmes lett.